# Евсеев, Андрей Григорьевич
Андрей Григорьевич Евсеев (1899, Екатеринбург — 1934) — советский партийный деятель.

## Биография
Член РКП(б) с апреля 1919 года. Окончил Свердловский коммунистический университет.
После убийства Иосифа Черноглаза в феврале 1930 года стал Первым Секретарем комитета ВКП(б) Ингушской Автономной Области, но вскоре в августе 1930 года ушёл с этой должности. Его место на посту руководителя Ингушской АО занял ненадолго Я. В. Кириллов, которого в свою очередь в августе 1931 года сменил Генрих Владиславович Маурер.
В 1932 — по апрель 1934 года, А. Г. Евсеев был Первым секретарем Областного комитета ВКП(б) Карачаевской автономной области.
26 января—10 февраля 1934 года делегат XVII съезда ВКП(б) с решающим голосом от Северо-Кавказской парторганизации.